# Maria De Mattias

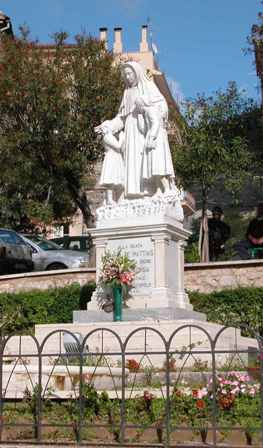
Sint Maria De Mattias

Maria De Mattias (Vallecorsa, 4 februari 1805 – Rome, 20 augustus 1866) was een Italiaanse geestelijke en ordestichtster en is een heilige van de Katholieke Kerk.
Maria De Mattias kwam uit een welgestelde familie. Rond haar zestiende jaar kreeg zij een roeping. In 1822 kwam Gaspar Bufalo in haar woonplaats preken, en deze preek inspireerde haar om – in navolging van hem – een orde te stichten gewijd aan het Bloed van Christus. Zo ontstonden de Zusters Aanbidsters van het Bloed van Christus, een vrouwelijke kloosterorde, die zich vooral toelegde op de zorg voor armen en zieken. Tijdens haar leven werden er zeventig gemeenschappen van de Aanbidsters gevestigd in heel Europa.
Zij werd begraven op Campo Verano, maar haar lichaam werd later overgebracht naar de Preziosissimo Sangue di Nostro Signore Gesù Cristo, de kloosterkerk van de congregatie in Rome, waar het als reliek wordt aanbeden.
Maria de Mattias werd in 1950 zalig verklaard door paus Pius XII en in 2003 heilig verklaard door paus Johannes Paulus II. Haar feestdag is op 4 februari.